# Мария Кристина Австрийская (1879—1962)
Мария Кристина Изабелла Наталья Австрийская (нем. Maria Christina Isabelle Natalie von Österreich; 17 ноября 1879, Краков, Цислейтания — 6 августа 1962, Burg Anholt) — эрцгерцогиня Австрийская, принцесса Венгерская, Чешская и Тешенская по рождению.

## Биография
Мария Кристина была старшей дочерью (и ребёнком) Фридриха Австрийского, герцога Тешенского и Изабеллы фон Круа.
Её мать пыталась устроить брак Марии Кристины с испанским королём, однако потерпела неудачу. 10 мая 1902 года Мария Кристина вышла замуж за принца Эммануэля Сальм-Сальмского, сына Альфреда, 7-го принца Сальм-Сальмского. У супругов было пятеро детей:
- Изабелла Сальм-Сальмская (13 февраля 1903 — 10 января 2009) ∞ муж: Феликс, барон Лоэ, в браке родилось семеро детей:
  - Фритц (род. 1926)
  - Кристина (род. 1927)
  - Вессель (1928—2024)
  - Элизабет (род. 1930)
  - Паула (1931—1950) — умерла от полиомиелита
  - Франц (род. 1936)
  - Мария Роза (род. 1939)
- Розмари Сальм-Сальмская[англ.] (13 апреля  1904 — 3 мая 2001) ∞ муж: эрцгерцог Хуберт Сальватор Австрийский, в браке родилось 13 детей:
  - Фридрих Сальватор (1927—1999)
  - Агнесса Кристина Австрийская[англ.] (1928—2007)
  - Мария Маргарета (род. 1930)
  - Мария Людовика (1931—1999)
  - Мария Адельгейда (1933—2021)
  - Елизавета Матильда (1935—1998)
  - Андреас Сальватор (род. 1936),
  - Жозефа Хедвига (род. 1937)
  - Изабелла Валерия (род. 1941)
  - Мария Альберта (род. 1944)
  - Маркус Эммануэль Сальватор (род. 1946),
  - Иоганн Максимилиан (род. 1947)
  - Михель Сальватор (род. 1949)
- Николай Леопольд, 8-й принц Сальм-Сальмский (14 февраля 1906 – 15 января 1988) ∞ четыре брака, в которых родилось шестеро детей:
  - Констанция(1929—1980) — от первого брака
  - Альфред (1930—1945) — от первого брака
  - Карл-Филипп (род. 1933) — от первого брака
  - Анна (род. 1935) — от первого брака
  - Маргарет (род. 1935) — от первого брака
  - Людвиг-Вильгельм (род. 1953) — от второго брака
  - Кристиан-Николас (род. 1964) — от третьего брака
- Сесилия Сальм-Сальмская (8 марта 1911 — 11 марта 1991) ∞ муж: Франц Иосиф, принц Сальм-Райффершайд-Краутхайм и Дайк, в браке родилось семеро детей:
  - Мари-Кристин (род. 1932)
  - Мари-Анн (1933—2015)
  - Розмари Фердинанда (род. 1937)
  - Изабелла (род. 1939)
  - Габриэла (1941—1985)
  - Сесилия (род. 1943)
  - Джорджин (1947—1950)
- Франц Сальм-Сальмский (18 сентября 1912 — 27 августа 1917)

## Титулы
- 17 ноября 1879 — 10 мая 1902: Её императорское и королевское высочество эрцгерцогиня Мария Кристина Австрийская, принцесса Венгерская, Чешская и Тосканская
- 10 мая 1902 — 19 августа 1916: Её императорское и королевское высочество наследная принцесса Сальм-Сальмская
- 19 августа 1916 — 6 августа 1962: Её императорское и королевское высочество вдовствующая наследная принцесса Сальм-Сальмская